# Малаховка (Сорочинський міський округ)
Мала́ховка (рос. Малаховка) — село у складі Сорочинського міського округу Оренбурзької області, Росія.

## Населення
Населення — 55 осіб (2010; 115 у 2002).
Національний склад (станом на 2002 рік):
- росіяни — 92 %